# WP-3D Orion
Il Lockheed WP-3D Orion è un velivolo P-3 Orion fortemente modificato, usato dalla divisione Aircraft Operations Center della National Oceanic and Atmospheric Administration (NOAA). Ne esistono solo due esemplari, ciascuno dotato di numerose apparecchiature per il compito di raccolta d'informazioni atmosferiche.
Durante la stagione degli uragani, i WP-3D sono impiegati nel servizio di cacciatori di uragani. Il velivolo effettua anche ricerche in altri campi, come copertura del ghiaccio artico, studi sulla chimica dell'aria e analisi della temperatura degli oceani.

## Progetto
I WP-3Ds sono equipaggiati con tre radar meteorologici, in Banda C nell'ogiva e sulla parte inferiore della fusoliera e un radar in Banda X in coda. Essi sono anche equipaggiati con la possibilità di dislocare sonde a caduta negli uragani e hanno a bordo sensori di temperatura e altre apparecchiature meteorologiche. Mentre gli aeromobili non sono particolarmente rinforzati per volare negli uragani, le loro cabine lo sono per sopportare il peso delle apparecchiature supplementari.
Essi hanno un campione di palo del barbiere (così denominato per le sue strisce bianche e rosse) che sporgono dalla punta del velivolo, un radar meteorologico in coda e altri strumenti dall'aspetto particolare appesi alle ali.

## Storia operativa
Il NOAA utilizza normalmente due soprannomi WP-3D, Miss Piggy e Kermit, e i loro logo rappresentano i personaggi creati dalla Jim Henson Productions. Un altro tipo di aereo per la "caccia agli uragani" della NOAA, il Gulfstream IV-SP, è chiamato Gonzo; essi completano la flotta di aerei WC-130 utilizzati dal 53º Weather Reconnaissance Squadron dell'Aeronautica militare statunitense. Al 2014, i due Orion hanno volato ciascuno più di 10.000 ore e sono entrati in più di 80 uragani.
Tra il 2015 e il 2017, gli aerei hanno ricevuto le principali revisioni, con un costo totale di $35 milioni. Questi lavori furono effettuati a cura del Centro del Sudest di preparazione della Flotta degli Stati Uniti a Jacksonville in Florida. Essi comprendevano nuove ali e motori e l'aggiornamento di radar e dell'avionica. Il NOAA ha dichiarato che questi interventi permetteranno ai velivoli di volare fino agli anni tra il 2032 e il 2037.

## Utilizzatori
Stati Uniti
- NOAA

2 WP-3D acquistati nel 1975 ed entrati in servizio nell'agosto del 1976, per essere utilizzati per monitorare uragani e eventi meteorologici estremi.